# 武都郡
武都郡，中國古郡名。

## 历史沿革

### 漢代武都郡
漢武帝元鼎六年（前111年）以氐人之地置。白馬氐為其中最大的一部。治所在武都道（縣治在今甘肅省禮縣南），領武都道、上祿縣、故道、河池縣、沮縣、平樂道、嘉陵道、循成道、下辨道。平帝元始二年（2年），武都郡有51376戶，235560人。王莽改武都郡為樂平郡。
兩漢之際，武都郡為公孫述所據。東漢前期，罷平樂道、嘉陵道、循成道三道，郡治移至下辨縣（縣治在今甘肅省成縣西北），改屬涼州刺史部。安帝永初五年（111年），隴西郡羌道別屬武都郡。順帝永和五年（140年），武都郡有20102戶，81728人。漢末，曹操分司州、涼州置雍州，武都郡改屬雍州。獻帝建安二十四年（219年），劉備攻取了曹操控制下的漢中郡，阻礙了武都與雍州的聯繫，曹操遂遷武都郡的人口於右扶風小槐里。後來蜀漢於建威之戰穩定掌握武都郡。
西晉時武都改屬秦州。太康初年，武都郡領下辨縣、河池縣、沮縣、武都縣、故道，僅有3000戶。北魏改武都縣為石門縣，置武都鎮。西魏置武州，治石門縣。北周置武都郡，改郡治石門縣為將利縣，後改武都郡為永都郡。

### 隋代武都郡
隋開皇三年（583年）廢郡。大業三年（607年），復置武都郡，領將利縣、建威縣、覆津縣、盤堤縣、長松縣、曲水縣、正西縣，郡治在將利。唐武德元年（618年）改為武州。天寶元年（742年）改州為郡，復置武都郡，領將利、覆津、盤堤三縣，有2923戶，15313人。乾元元年（758年）復為武州。